# 安哥洛卡象龜
安哥洛卡象龜（學名：Astrochelys yniphora）又名馬達加斯加陸龜，安哥洛卡陸龜，俗名犁頭龜，是馬達加斯加西北部特有的一種龜，屬於陸龜科的一員。目前被瀕臨絕種野生動植物國際貿易公約（CITES）列為一級保育動物。法國動物學家 Léon Vaillant在1885年首次描述此一物種，其前腳間的胸甲突出像犁耙狀。牠們的龜殼堅硬，高拱及呈褐色，每一塊龜板上都有同心環。雄龜較雌龜大
。

## 特徵
背甲高高隆起呈球狀，顏色呈淺棕色，每塊甲上有明顯的年輪。椎的外部分的是一個暗棕色。
雄性體型大於雌性，背甲長度達到17英寸（43厘米）。完全成熟的雄性安哥洛卡象龜體型會較大，以及較重，而背甲亦會高於雌性。成年雄性安哥洛卡陸龜的平均長度是414.8毫米（16.33），平均體重為10.3公斤（23磅）。雌性的平均長度則為370.1毫米（14.57），平均重達8.8公斤（19磅）。由於此種陸龜的稀有性，故常常成為盜獵者或動物走私者覬覦的對象，此外，牠們也被香港龜友論壇會員投選為最想擁有的陸龜之一。

## 習性
- 為草食性的陸龜。
- 只活動於早晨或傍晚，其他大部分時間都是躲藏於草叢或灌木叢下。
- 棲息於乾燥的熱帶草原或海岸附近草原的矮林環境。